# Nudie Jeans
Nudie Jeans er et svensk tøjmærke og en underafdeling af Svenska Jeans AB. Mærket blev etableret i 1999 af Maria Erixsson, en tidligere ansat og administratør hos Lee. I 2003 havde firmaet 12 ansatte og en indtægt på 93 millioner svenska kroner og en indtægt via net-handel på 13.6 million kronor. 70% af deres indtægter var hentet udenfor Sverige.
Nudie Jeans er mest kendt for deres denim jeans, som ofte har et vintage look. De laver dog også bælter, undertøj, t-shirts mm. I 2003 var 70% af deres salg kommet ved salg af jeans. Nudie Jeans er sammen med Acne Jeans, WESC og J. Lindeberg et af de mest succesfulde, blandt nye svenske mærker, i såvel Sverige som internationalt. De har butikker i mere end 20 forskellige lande.